# Liste von Pflanzen mit psychotropen Wirkstoffen
Die Liste von Pflanzen mit psychotropen Wirkstoffen enthält Pflanzenarten, die psychotrope Substanzen in bedeutsamer Menge enthalten. Psychotropika werden unter anderem in Analgetika, Halluzinogene, Stimulanzien und Aphrodisiaka als auch noch feiner nach ihrer psychoaktiven Wirkung unterschieden. Der Gebrauch kann zu einer Intoxikation, psychischen und körperlichen Abhängigkeit sowie zu weiteren Verhaltensstörungen führen. Einige Pflanzendrogen fallen unter das Einheitsabkommen über die Betäubungsmittel von 1961 und die Konvention über psychotrope Substanzen von 1971, andere nicht. Näheres regeln die nationalen Gesetzgebungen, insbesondere die Betäubungsmittelgesetze. Die Liste ist nicht vollständig.

## Liste

### A
| Wissenschaftlicher Name | Trivialname            |  | Beschreibung | Bild |
| ----------------------- | ---------------------- |  | --- | ---- |
| Acorus calamus          | Kalmus                 |  | Enthält Asarone; gilt als stimmungsaufhellend, in höherer Dosis leicht halluzinogen und aphrodisierend. Die angeblich Psychoaktive Wirkung ist fraglich.                                                                  |      |
| Acacia maidenii         | Maiden’s wattle        |  | An der Ostküste Australiens heimisch, ein bis zu 20 m hoch werdender Baum. Die Borke enthält 0,6 Prozent des halluzinogen wirkenden Dimethyltryptamin und von N-Methyltryptamin.                                          |      |
| Alstonia scholaris      | Teufelsbaum            |  | Die Samen werden genutzt, um eine aphrodisische oder psychoaktive Wirkung zu erzielen. |      |
| Anamirta cocculus       | Scheinmyrte            |  | Zur Verwendung siehe Picrotoxin. |      |
| Anadenanthera peregrina | Yopo                   |  | In Südamerika verwendet. Die Samen enthalten die psychedelischen Tryptaminderivate N,N-Dimethyltryptamin (N,N-DMT), N,N-Dimethyl-5-methoxytryptamin (5-MeO-DMT) und insbesondere Bufotenin (5-Hydroxy-dimethyltryptamin). |      |
| Areca catechu           | Betelnusspalme         |  | Wird aktuellen Schätzungen zufolge in Ostafrika und Asien von mehr als 450 Millionen Menschen verwendet. |      |
| Argyreia nervosa        | Hawaiianische Holzrose |  | Die Samen enthalten unter anderem den Wirkstoff Ergin (Lysergsäureamid, LSA). |      |
| Artemisia absinthium    | Wermutkraut            |  | |      |
| Artemisia vulgaris      | Beifuß                 |  | |      |
| Atropa belladonna       | Schwarze Tollkirsche   |  | Unter anderem Wirkstoffe Atropin, Scopolamin. |      |

### B
| Wissenschaftlicher Name | Trivialname     | Beschreibung | Bild |
| ----------------------- | --------------- | --- | ---- |
| Banisteriopsis caapi    | Ayahuasca       | In Südamerika verwendet. Verschiedene Alkaloide. Teil von Ayahuasca. |      |
| Boophone disticha       | Fächerlilie     | Die Pflanze ist ein Geophyt, im offenen Grasland von Südafrika bis nördlich im südlichen Sudan verbreitet. Zu den Wirkstoffen zählen Buphanidrin und weitere Alkaloide. |      |
| Brugmansia spec.        | Engelstrompeten | Sie sind in Südamerika verbreitet und enthalten Alkaloide wie zum Beispiel Hyoscyamin und Scopolamin.                                                                   |      |

### C
| Wissenschaftlicher Name | Trivialname                | Beschreibung | Bild |
| ----------------------- | -------------------------- | --- | ---- |
| Calea ternifolia        | Traumkraut                 | |      |
| Calia secundiflora      | Meskalbohne                | |      |
| Camellia sinensis       | Tee                        | |      |
| Canavalia rosea         | Strandbohne                | |      |
| Cannabis indica         | Indischer Hanf             | Kulturpflanze, Wirkstoffe unter anderem THC, erhöhter Cannabidiol-Gehalt, eher sedative bis einschläfernde Wirkung.                                                         |      |
| Cannabis ruderalis      | Ruderal-Hanf               | Wildpflanze, eher geringerer THC-Gehalt und weniger ertragreich als Cannabis indica und Cannabis sativa, im Gegensatz zu beiden jedoch nicht vom Photoperiodismus abhängig. | ,    |
| Cannabis sativa         | Hanf                       | Kulturpflanze, Wirkstoffe unter anderem THC, Cannabidiol, eher psychedelische und anregende Wirkung.                                                                        |      |
| Catha edulis            | Kathstrauch                | Enthält mit Amphetamin verwandte Alkaloide wie Cathin und Cathinon. |      |
| Centipeda cunninghamii  | Gukwonderuk                | |      |
| Cestrum laevigatum      | Dama da Noite              | |      |
| Cestrum parqui          | Chilenischer Hammerstrauch | |      |
| Codoriocalyx motorius   | Telegraphenpflanze         | |      |
| Coffea spec.            | Kaffee                     | Enthält Koffein |      |
| Coffea arabica          | Arabica-Kaffee             | |      |
| Coffea canephora        | Robusta-Kaffee             | |      |
| Cola spec.              | Kolabäume                  | |      |

### D
| Wissenschaftlicher Name | Trivialname             | Beschreibung                                                  | Bild |
| ----------------------- | ----------------------- | ------------------------------------------------------------- | ---- |
| Datura inoxia           | Großblütiger Stechapfel | In Mittelamerika beheimatet, Neophyt in der Mittelmeerregion. |      |
| Datura stramonium       | Gemeiner Stechapfel     |                                                               |      |

### E
| Wissenschaftlicher Name  | Trivialname                | Beschreibung                                                                           | Bild |
| ------------------------ | -------------------------- | -------------------------------------------------------------------------------------- | ---- |
| Echinopsis pachanoi      | Cactus de San Pedro        | Enthält u. a. das Alkaloid und Phenethylamin-Derivat Meskalin. Psychedelische Wirkung. |      |
| Echinopsis peruviana     | Peruanischer Stangenkaktus | Enthält u. a. das Alkaloid und Phenethylamin-Derivat Meskalin. Psychedelische Wirkung. |      |
| Entada rheedei           | Afrikanisches Traumkraut   |                                                                                        |      |
| Ephedra spec.            | Meerträubel                |                                                                                        |      |
| Eschscholzia californica | Kalifornischer Mohn        |                                                                                        |      |
| Erythroxylum coca        | Cocastrauch                |                                                                                        |      |

### G
| Wissenschaftlicher Name | Trivialname    | Beschreibung | Bild |
| ----------------------- | -------------- | ------------ | ---- |
| Genista tinctoria       | Färber-Ginster |              |      |

### H
| Wissenschaftlicher Name | Trivialname             | Beschreibung | Bild |
| ----------------------- | ----------------------- | ------------ | ---- |
| Heimia salicifolia      | Sinicuichi              |              |      |
| Hieracium pilosella     | Kleines Habichtskraut   |              |      |
| Humulus lupulus         | Echter Hopfen           |              |      |
| Hyoscyamus albus        | Weißes Bilsenkraut      |              |      |
| Hyoscyamus muticus      | Ägyptisches Bilsenkraut |              |      |
| Hyoscyamus niger        | Schwarzes Bilsenkraut   |              |      |
| Hypericum perforatum    | Echtes Johanniskraut    |              |      |

### I
| Wissenschaftlicher Name | Trivialname            | Beschreibung | Bild |
| ----------------------- | ---------------------- | --- | ---- |
| Ilex paraguariensis     | Mate-Strauch           | |      |
| Iochroma fuchsioides    | Roter Veilchenstrauch  | |      |
| Ipomoea spec.           | Prunkwinden            | Von 79 untersuchten Arten kann von 23 Arten mit Sicherheit gesagt werden, dass sie Mutterkornalkaloide enthalten; bei 15 Arten liegen keine sicheren Angaben vor; bei den restlichen 41 Arten treten keine Mutterkornalkaloide auf. |      |
| Ipomoea tricolor        | Himmelblaue Prunkwinde | |      |
| Ipomoea violacea        | n.n.                   | |      |

### L
| Wissenschaftlicher Name | Trivialname                                        | Beschreibung | Bild |
| ----------------------- | -------------------------------------------------- | ------------ | ---- |
| Lactuca virosa          | Gift-Lattich                                       |              |      |
| Lagochilus inebrians    | Rauschminze                                        |              |      |
| Latua pubiflora         | Baum der Zauberer                                  |              |      |
| Leonotis sp.            | Löwenohren                                         |              |      |
| Leonurus sibiricus      | Sibirisches Herzgespann                            |              |      |
| Lepidium meyenii        | Maca                                               |              |      |
| Lobelia inflata         | Indianertabak                                      |              |      |
| Lophophora williamsii   | Peyote, Peyotl, Challote, Mescal und Mescal Button | Meskalin.    |      |

### M
| Wissenschaftlicher Name | Trivialname     | Beschreibung                                                           | Bild |
| ----------------------- | --------------- | ---------------------------------------------------------------------- | ---- |
| Mandragora officinarum  | Gemeine Alraune |                                                                        |      |
| Mitragyna speciosa      | Kratombaum      | Analgetikum. Wirkstoffe unter anderem Mitragynin, 7-Hydroxymitragynin. |      |
| Mitragyna hirsuta       | Kra thum khok   | Wirkstoff unter anderem Mitraphyllin.                                  |      |
| Myristica fragrans      | Muskatnussbaum  | Phenylpropanoide wie Myristicin, Safrol und Elemicin.                  |      |

### N
| Wissenschaftlicher Name | Trivialname         | Beschreibung | Bild |
| ----------------------- | ------------------- | ------------ | ---- |
| Nepeta cataria          | Echte Katzenminze   |              |      |
| Nelumbo nucifera        | Indische Lotosblume |              |      |
| Nicotiana rustica       | Bauern-Tabak        |              |      |
| Nicotiana tabacum       | Virginischer Tabak  |              |      |
| Nuphar lutea            | Gelbe Teichrose     |              |      |
| Nymphaea alba           | Weiße Seerose       |              |      |
| Nymphaea caerulea       | Blauer Lotus        |              |      |

### P
| Wissenschaftlicher Name | Trivialname     | Beschreibung | Bild |
| ----------------------- | --------------- | --- | ---- |
| Pancratium trianthum    | Kwashi          | |      |
| Papaver orientale       | Türkischer Mohn | Wirkstoffe Oripavin und Thebain                                                                                 |      |
| Papaver somniferum      | Schlafmohn      | Zu den wichtigsten der insgesamt 40 Alkaloide zählen Morphin, Codein, Papaverin, Noscapin, Thebain und Narcein. |      |
| Passiflora spec.        | Passionsblumen  | |      |
| Passiflora incarnata    | n.n.            | |      |
| Paullinia cupana        | Guaraná         | Enthält Koffein.                                                                                                |      |
| Pausinystalia yohimbe   | Yohimbe         | Aphrodisiakum. Wirkstoff unter anderem Yohimbin.                                                                |      |
| Peganum harmala         | Steppenraute    | Teil der uigurischen Materia Medica. Enthält Harman-Alkaloide. Halluzinogen.                                    |      |
| Phalaris arundinacea    | Rohrglanzgras   | |      |
| Phragmites australis    | Schilfrohr      | |      |
| Picralima nitida        | Akuamma         | |      |
| Piper betle             | Betelpfeffer    | |      |
| Piper methysticum       | Kava            | |      |
| Psychotria viridis      | n.n.            | Enthält Dimethyltryptamin. Bestandteil des Ayahuasca.                                                           |      |
| Ptychopetalum olacoides | Muirapuama      | |      |

### R
| Wissenschaftlicher Name | Trivialname                | Beschreibung |  |
| ----------------------- | -------------------------- | --- |  |
| Rhodiola rosea          | Rosenwurz                  | Enthält phenolische Glycoside wie z. B. Salidrosid und Rosavin sowie das Aglycon Tyrosol. Wirkung als milder MAO-Hemmer. |  |
| Rhododendron tomentosum | Sumpfporst                 | |  |
| Rhynchosia pyramidalis  | Krebsaugenbohne, Pega-Palo | |  |

### S
| Wissenschaftlicher Name | Trivialname              | Beschreibung | Bild |
| ----------------------- | ------------------------ | --- | ---- |
| Salvia divinorum        | Azteken-Salbei           | Enthält Terpenoide, Salvinorine, von denen sechs Derivate (A–F) bekannt sind. Salvinorin A wirkt als potentes dissoziatives Halluzinogen. |      |
| Sceletium tortuosum     | Kanna                    | Mesembrin, Mesembrenin und Tortuosamin sind die Hauptalkaloide der Kannapflanze.                                                          |      |
| Scopolia carniolica     | Krainer Tollkraut        | |      |
| Scopolia japonica       | n.n.                     | Hyoscyamin. |      |
| Scutellaria baicalensis | Baikal-Helmkraut         | |      |
| Silene undulata         | Afrikanische Traumwurzel | |      |
| Solandra sp.            | Goldkelch                | |      |
| Strychnos ignatii       | Ignatius-Brechnuss       | |      |

### T
| Wissenschaftlicher Name  | Trivialname | Beschreibung                                                                                      | Bild |
| ------------------------ | ----------- | ------------------------------------------------------------------------------------------------- | ---- |
| Tabernaemontana undulata | Bëcchëte    |                                                                                                   |      |
| Tabernanthe iboga        | Iboga       |                                                                                                   |      |
| Theobroma cacao          | Kakaobaum   |                                                                                                   |      |
| Turbina corymbosa        | n.n.        | Wirkstoffe Lysergsäureamid, Lysergsäurehydroxyethylamid. Der Samen ist Bestandteil des Ololiuqui. |      |
| Turnera diffusa          | Damiana     |                                                                                                   |      |

### V
| Wissenschaftlicher Name | Trivialname        | Beschreibung  | Bild |
| ----------------------- | ------------------ | ------------- | ---- |
| Vachellia xanthophloea  | Gelbrinden-Akazie  |               |      |
| Valeriana officinalis   | Echter Baldrian    |               |      |
| Veratrum album          | Weißer Germer      |               |      |
| Virola sebifera         | Talgmuskatnussbaum |               |      |
| Voacanga africana       | n.n.               | Halluzinogen. |      |

### W
| Wissenschaftlicher Name | Trivialname | Beschreibung | Bild |
| ----------------------- | ----------- | ------------ | ---- |
| Withania somnifera      | Schlafbeere |              |      |

### X
| Wissenschaftlicher Name | Trivialname | Beschreibung | Bild |
| ----------------------- | ----------- | --- | ---- |
| Xysmalobium undulatum   | Uzara       | In Südafrika beheimatet. Unter anderem wird die Wurzel verwendet. Enthält Cardenolid-Glykoside wie Uzarin und Xysmalorin. Eine sedative Wirkung wird berichtet. |      |